# 営団1400形電車
営団1400形電車（えいだん1400がたでんしゃ）は、帝都高速度交通営団（現・東京地下鉄）銀座線で運用された試作形の地下鉄電車である。1953年（昭和28年）に汽車製造で2両（車両番号：1470・1471）が製造された。

## 概要
丸ノ内線の初期開業に先立って、同線の300形に使用する機器や台車など一式を銀座線用に1400形として2両に新製装備し、1953年（昭和28年）6月より半年間、銀座線上で丸ノ内線運転士の運転技術習得運転（試運転）を実施した。同年8月から11月にかけては車両の整備保守担当者に対しても、保守技術の実習が行われた。このほか、日本国内で初めてとなる電気品の性能確認なども大きな目的であった。丸ノ内線開業後、1400形の機器は300形2両に譲った。
特に、電装部品についてアメリカのウェスティングハウス・エレクトリック社（以下「WH社」と表記）の最新システムを輸入し、これを忠実にコピーしたものを搭載したことが特徴である。
1400形は試験終了後は電装品・ブレーキ装置を従来の銀座線車両と同等品に交換する事を前提に置いた設計であった。

車体構造は1300形以前と同一だが、ノーシルノーヘッダーでやや近代的になった。本形式では初めてファンデリア（理由は不明だが、何故か後年首振り扇風機に交換）を採用したが、通風口は屋根と一体化したものでなく、この形式独特の形状のものだった。
WH社は、1948年からニューヨーク市地下鉄に高性能地下鉄電車を納入していた。そのノウハウが1400形にも移入されている。

## 制御器
多数の電磁作動式スイッチをシーケンスドラム（順路開閉器）と呼ばれる円筒形のスイッチ機構を介して連動させる「単位スイッチ式制御器」である。
単位スイッチ式制御器は、日本の国鉄・私鉄で主流のカム軸制御器に比較して、装置自体がスペースを取る欠点があったが、大電流に強く、信頼性が高かった。営団ではWH・三菱電機系の直流電動車用単位スイッチ制御器であるABF系制御装置を、戦前の東京地下鉄道以来伝統的に使用していた。
WH社は1947年に、従来のABF形制御器を大幅進化させたABS形制御器を開発した。多段化とスポッティングと呼ばれる機構の導入によって加速を滑らか且つ迅速にし、更に発電ブレーキと空気ブレーキを連動して作動させることで強力なブレーキ性能を得た。1400形にもこのタイプが搭載されている。
のちに三菱電機が「ABFM」の名で国産化しバリエーションを展開、1950年代から1960年代に一部の私鉄で使われたが、制御がVVVFインバータに移行した21世紀初頭の現在では一般的でない。またABFMと称しても、単位スイッチ式ではなく電動カム軸機構を搭載する制御器も多数存在する。

## ブレーキ
WH社傘下のウェスティングハウス・エアブレーキ社(WABCO)が戦前に開発したSMEE電磁直通空気ブレーキを採用した。
従来型の自動空気ブレーキや非常直通ブレーキが、空気圧だけで遠隔操作を行ったのに対し、空気圧指令に電気指令を併用、作動が迅速化し空気圧指令のみではどうしても後部車の応答遅延が避けられなかった長大編成でも、遅延が抑止できるようになった。また、ブレーキ制御弁としてハンドル回転角に応じたブレーキ力が得られるセルフラップ弁を採用、ブレーキ制御弁に電磁接触器を付加し、射込み弁などの応答性能向上のための特別な機構を付与することで発電ブレーキとの自動的かつ円滑な連携を可能とし、低速域から高速域まで、高いブレーキ力を得られるようになった。日本では初採用である。
SMEEブレーキは丸ノ内線300形にも採用されたが、これを追いかけてHSC-D電磁直通ブレーキが導入され、こちらは自動空気ブレーキ機能も併設していて在来車との併結も可能であったことから、大手私鉄各社に幅広く普及した。
なお、このHSC-Dは日本国有鉄道にもSELDブレーキという名称で導入されている。

## 駆動方式
WH社が子会社である機械メーカー、ナタル社と共に開発したWNドライブを採用した。
小型高速モーターを台車枠に固定し、機械加工した歯車とばねを組み合わせて偏位を吸収する機構を持つ「WN継手」を介して小歯車-大歯車に伝動し、車軸を駆動する。モーター重量は完全にばね上となり、従来の吊り掛け駆動車のように、モーター重量が高速走行に支障をきたすことがない。乗り心地も良好となるうえ、小型高速モーターの性能を活かすことができ、高加速化・高速化に寄与する。
この方式は営団のみならず、日本でも最初の導入であった。以後私鉄を中心に普及し、新幹線0系電車にまで用いられることになった。

## 試験終了後
1400形は現車試験終了後高性能電装品を撤去し、1300形同等の電装品・ブレーキに交換され吊り掛け駆動車となって、銀座線での一般運用に就いた。撤去した電装品は丸ノ内線300形に転用された。
その後運転台を撤去され中間電動車に改造された。屋根上のベンチレーターは異彩を放っていた。細部を更新しながら使用されていたが、1984年（昭和59年）から導入された01系に置き換えられ、1985年（昭和60年）に営業運転を終了した。